# José Luis Jaimerena
José Luis Jaimerena Laurnagaray (Elizondo, 12 de mayo de 1960) fue un ciclista y director deportivo español que compitió de manera profesional en el año 1983.
Tras su breve paso por el profesionalismo en el equipo Reynolds, pasó a formar parte del cuerpo técnico del equipo, dirigiendo al equipo amateur, para finalmente ser uno de los directores deportivos del equipo Banesto que heredó la infraestructura del equipo navarro. Ejerció dichas labores hasta su jubilación en 2022.

## Palmarés
No consiguió ninguna victoria como profesional.

## Equipos
- Reynolds (1983)